# Котлі (район)
Котлі (урду ضلع کوٹلی) — один із 10 районів Азад Кашміру, залежної від Пакистану території. Межує на півночі з округом Судханоті та районом Пунч, на північному сході з районом Пунч штату Джамму та Кашмір, що знаходиться під управлінням Індії, на півдні з районом Мірпур та районом Бхімбер, а на заході з Район Равалпінді в пакистанській провінції Пенджаб. Це найбільший район Азад Кашміру за чисельністю населення та другий за площею після району Нілум. Центр району — місто Котлі.
Основними рідними мовами є Пахарі (за оцінками, нею розмовляє трохи менше двох третин населення) і гуджарі (нею розмовляє близько третини).

## Адміністративний поділ
Раніше район Котлі був підрозділом округу Мірпур до 1975 року. До 1947 року він був частиною району Джамму штату Джамму і Кашмір. Район поділений на п'ять техсилів: 
- Котлі Техсіль
- Чархой Техсіль
- Сенза Техсіль
- Фатехпур Нак'ял Техсіл
- Хуйратта Техсіль
- Ділян Джаттан Техсіл

## Освіта
Згідно з рейтингом освітніх округів Пакистану за 2017 рік, звітом Аліфа Айлана, район Котлі посідає 7-ме місце в національному рейтингу освіти з оцінкою 73,68. Бал навчання становить 85,67, а гендерний паритет – 93,45.